# Stiftamtmand
Stiftamtmand var fra 1692 i Danmark-Norge den officielle betegnelse for den i stiftsbyen fungerende amtmand, det sammen med stiftets (bispedømmets) biskop udgjorde stiftsøvrigheden.
Stiftamtmanden er den verdslige leder af folkekirken i et stift, men har ikke selvstændige beføjelser efter den kirkelige lovgivning.
I løbet 1700-tallet blev stillingen ofte anvendt overfor politikere og statsmænd, der var blevet udmanøvreret af magthaverne, som en bekvem måde at skaffe dem væk fra København uden ligefrem at afskedige dem i unåde. Således blev grev Adolph Sigfried von der Osten stiftamtmand i Ålborg efter sin afskedigelse i 1773, og Ove Høegh-Guldberg stiftamtmand i Århus efter kuppet mod ham i 1784.
I Norge var der fire stiftamtmænd, én i Christiania (der også kunne titulere sig "Vice-stadholder" og stod noget over de andre), Christiansand, Bergen og Trondhjem. Under disse stod amtmændene; under disse igen fogderne.
Efter Strukturreformen er det Statsforvaltningens fem regionale direktører (eller vicedirektører), der er stiftamtmænd for de stifter, der er i deres respektive områder.

## Ekstern henvisning
- Kirkeministeriets ressortområde Arkiveret 12. marts 2005 hos  Wayback Machine – oplysninger fra Kirkeministeriet om folkekirkens organisation
- Jørgen Bloch, Stiftamtmænd og amtmænd i kongeriget Danmark og Island 1660-1848, 1895 findes digital tilgængelig på Internet Archive.